# قائمة الهجمات الصاروخية الفلسطينية على إسرائيل 2023
هذه قائمةٌ بالهجمات الصاروخيّة الفلسطينيّة الملحوظة على إسرائيل عام 2023. تشملُ هذه القائمة الهجمات الصاروخيّة الملحوظة بما في ذلك الهجمات التي أسفرت عن قتلى أو عددٍ من الجرحى، والهجمات التي حظيت بتغطيّة إعلاميّة كبيرة فضلَا عن الهجمات التي أحدثت تغييرات ما أو ترتَّبَ عنها فعلٌ أو ردُّ فعلٍ ما، وغيرها من الهجمات الصاروخيّة البارزة في المُجمَل.

## يناير
| التاريخ       | الحدث                   | المكان المُستهدَف | الخسائر البشريّة     | معلومات إضافيّة |
| ------------- | ----------------------- | --------------- | ------------------- | --- |
| 27 يناير 2023 | مجزرة جنين (ردود الفعل) | عسقلان          | لا خسائر في الأرواح | أطلقت فصائل المقاومة الفلسطينيّة في غزّة في ساعات مبكّرة من يوم السابع والعشرين من يناير عددًا من الصواريخ تجاه المستوطنات الإسرائيليّة المتاخمة للقطاع وركَّزت على عسقلان وذلك في ردّ فعلٍ على مجزرة جنين والتي قَتل فيها جيشُ الاحتلال 9 فلسطينيين. نجحت منظومة القبة الحديديّة في اعتراضِ أغلب الصواريخ، ولم تتحدث المصادر العبريّة عن وقوعِ وقوع إصابات أو أضرار. هاجَمت طائرات حربيّة إسرائيليّة مواقع للمقاومة وسطَ قطاع غزة عقبَ هذا القصف، فيمَا حاولت الفصائل منعَ الطائرات الحربيّة الإسرائيلية عبرَ صواريخ أرض جو. كان هذا الهجومُ الصاروخي ملحوظًا كونه الأول في عام 2023، وجاء بعد عدّة أشهر من آخر قصفٍ صاروخي وجّهته فصائل المقاومة لإسرائيل. |

## فبراير
| التاريخ                 | الحدث | المكان المُستهدَف | الخسائر البشريّة | معلومات إضافيّة |
| ----------------------- | ----- | --------------- | --------------- | -------------- |
| لا هجمات صاروخيّة ملحوظة |       |                 |                 |                |

## مارس
| التاريخ                 | الحدث | المكان المُستهدَف | الخسائر البشريّة | معلومات إضافيّة |
| ----------------------- | ----- | --------------- | --------------- | -------------- |
| لا هجمات صاروخيّة ملحوظة |       |                 |                 |                |

## أبريل
| التاريخ                 | الحدث | المكان المُستهدَف | الخسائر البشريّة | معلومات إضافيّة |
| ----------------------- | ----- | --------------- | --------------- | -------------- |
| لا هجمات صاروخيّة ملحوظة |       |                 |                 |                |

## مايو
| التاريخ           | الحدث                                                     | المكان المُستهدَف                  | الخسائر البشريّة                                        | معلومات إضافيّة |
| ----------------- | --------------------------------------------------------- | -------------------------------- | ------------------------------------------------------ | --- |
| 02 مايو 2023      | خضر عدنان (ردود الفعل على مقتل خضر في السجون الإسرائيليّة) | سديروت                           | إصابة 3 مستوطنين إسرائيليين بينها إصابة وُصفت بالخطيرة. | استهدفت الغرفة المشتركة لفصائل المقاومة الفلسطينية بعددٍ من القذائف والصواريخ مستوطنات غلاف غزة، وطالت الرشقات الصاروخية بلدة سديروت ما تسبَّبَ في سقوطِ 3 ضحايا أحدهم إصابته خطيرة. ذكرَ الجيش الإسرائيلي في بيانٍ لاحقٍ أنّ ما مجموعه 21 صاروخًا أُطلقَ من غزة وأنَّ منظومة القبة الحدبديّة نجحت في اعتراض 4 منها. |
| 09 – 13 مايو 2023 | عملية ثأر الأحرار                                         | عشرات البلدات والمدن الإسرائيلية | قتيل واحد أزيد من 20 جريحًا                             | اغتالت إسرائيل في ساعات الصباح الأولى من يوم التاسع من مايو ثلاث قادة بارزين في صفوف حركة سرايا القدس الذراع العسكري لحركة الجهاد الإسلامي وتصاعدَ التوتر في الساعات اللاحقة لعمليات الاغتيال والقصف المتكرّر لعدة مناطق في قطاع غزة. أطلقت الفصائل الفلسطينية في القطاع وعلى رأسها السرايا عملية ثأر الأبطال وضمنها رَشَقت البلدات والمدن الإسرائيلية المتاخمة لقطاع غزة بمئات الصواريخ والقذائف على مدارِ يومين تقريبًا من الاشتباكات كما أرسلت رشقات صاروخية صوبَ تل أبيب نجحت القبة الحديدية في اعتراضها. |

## يونيو
| التاريخ                 | الحدث | المكان المُستهدَف | الخسائر البشريّة | معلومات إضافيّة |
| ----------------------- | ----- | --------------- | --------------- | -------------- |
| لا هجمات صاروخيّة ملحوظة |       |                 |                 |                |

## يوليو
| التاريخ                 | الحدث | المكان المُستهدَف | الخسائر البشريّة | معلومات إضافيّة |
| ----------------------- | ----- | --------------- | --------------- | -------------- |
| لا هجمات صاروخيّة ملحوظة |       |                 |                 |                |

## أغسطس
| التاريخ                 | الحدث | المكان المُستهدَف | الخسائر البشريّة | معلومات إضافيّة |
| ----------------------- | ----- | --------------- | --------------- | -------------- |
| لا هجمات صاروخيّة ملحوظة |       |                 |                 |                |

## سبتمبر
| التاريخ                 | الحدث | المكان المُستهدَف | الخسائر البشريّة | معلومات إضافيّة |
| ----------------------- | ----- | --------------- | --------------- | -------------- |
| لا هجمات صاروخيّة ملحوظة |       |                 |                 |                |